# IC 4491
IC 4491 — галактика типу NF (в процесі підтвердження) у сузір'ї Терези.
Цей об'єкт міститься в оригінальній редакції індексного каталогу.